# Иосиф (Бош)
Митрополи́т Ио́сиф (греч. Μητροπολίτης Ἰωσήφ, исп. Metropolitano José, в миру Леандро Бош, исп. Leandro Bosch; род. 7 сентября 1976, Кордова) — архиерей Константинопольской православной церкви, митрополит Буэнос-Айресский (с 2019).

## Биография
Родился 7 сентября 1976 года в Кордове в Аргентине, где получил среднее образование в православном колледже Святого Георгия, который окончил в 1994 году.
В 1995 году по рекомендации епископа Аркасского Кирилла поступил на обучение в Богословский институт святого Иоанна Дамаскина в Ливане, а в 1997 году получил стипендию от Константинопольской патриархии и поступил на богословский факультет Фессалоникского университета, который окончил в 2002 году.
В 1997 году митрополитом Сасимским Геннадием (Лимурисом) хиротонисан во диакона, а в патриаршем Георгиевском соборе в Стамбуле наречён Иосифом и в 2000 году митрополитом Буэнос-Айресским Геннадием (Хрисулакисом) в Кордове хиротонисан во иеромонаха.
В 2000 году переехал во Фрибург (Германия), где трудился как священник церкви святого Иоанна Богослова в Германской митрополии.
С 2002 по 2003 годы обучался в Риме, в Папском университете святого Фомы Аквинского, где в 2004 году защитил магистерскую диссертацию на тему «Удовлетворение покаяния согласно Фоме Аквинскому» (Ἡ ἰκανοποίησις τῆς μετάνοιας κατὰ τὸν Θωμᾶν Ἀκινάτον) и продолжил обучение в аспирантуре, защитив диссертацию «Св. Иоанн Дамаскин как источник первой части Суммы Богословия Фомы Аквинского» (Ὁ Ἁγ. Ἰωάννης Δαμασκηνός ὡς πηγή τοῦ Α’ μέρους τῆς Θεολογικῆς Σούμμας τοῦ Θωμᾶ Ἀκινάτου). В 2006 году получил диплом с отличием и степень магистра Фессалоникского университета за диссертацию «Богословская методология св. Григория Паламы» (Ἡ θεολογική μεθοδολογία τοῦ Ἁγ. Γρηγορίου Παλαμᾶ).
В 2006 году вернулся в Аргентину, где в марте 2007 года возведён в достоинство архимандрита и назначен настоятелем Свято-Георгиевского собора в Сантьяго и благочинным приходов в Чили. Владеет испанским, итальянским, английским, арабским, греческим и французским языками.
В 2008 году назначен настоятелем церкви Святого Иоанна Крестителя в Кордове и благочинным центральной и северной Аргентины.
В 2010 году переведён в Свято-Успенский собор Буэнос-Айреса и назначен протосинкеллом.
В 2011 году предоставил в Папский университет святого Фомы Аквинского диссертацию «Ἴχνη τοῦ Δαμασκηνοῦ εἰς τὸν Ἀγγελικόν Διδάσκαλον. Μία ἑρμηνευτική προσέγγισις εἰς τὴν χρήσιν τῆς θεολογίας τοῦ Ἁγ. Ἰωάννου Δαμασκηνοῦ ἐν τῇ Θεολογικῇ Σούμμᾳ τοῦ Θωμᾶ Ἀκινάτου» и получил степень кандидата богословия. В 2012 году в Фессалоникском университете защитил докторскую диссертацию на тему «Τὰ ἀρεοπαγιτικά κείμενα εἰς τὸ Α’ μέρος τῆς Θεολογικής Σούμμας τοῦ Θωμᾶ Ἀκινάτου».
31 мая 2012 года на Синоде Константинопольского патриархата единогласно избран епископом Патарским, викарием Буэнос-Айресской митрополии.
19 августа 2012 года в Успенском кафедральном соборе Буэнос-Айреса митрополитами Буэнос-Аиресским Тарасием (Антонопулосом), Черногорско-Приморским Амфилохием (Радовичем) (Сербский патриархат), Буэнос-Аиресским Силуаном (Мусой) (Антиохийский патриархат), Прусским Елпидифором (Ламбриниадисом) епископами Синопским Афинагором (Пекстадтом) и Авидским Кириллом (Катерелосом) хиротонисан во епископа Патарского, викария Буэнос-Айресской митрополии.
29 ноября 2019 года избран митрополитом Буэнос-Айресским.